# Президентские выборы в России (2008)
Вы́боры президе́нта Росси́и в 2008 году состоялись 2 марта в соответствии с постановлением Совета Федерации.
Кандидатами на пост президента России были: официально выдвинутый 17 декабря 2007 года партией «Единая Россия» и поддержанный президентом России Владимиром Путиным, а также партиями «Справедливая Россия», «Гражданская сила», «Аграрная партия» — Д. А. Медведев, от Коммунистической партии Российской Федерации — Г. А. Зюганов, от Либерально-демократической партии России — В. В. Жириновский, лидер Демократической партии России А. В. Богданов. Последний был зарегистрирован как кандидат, выдвинутый в порядке самовыдвижения, то есть после сбора 2 миллионов подписей, так как он не был выдвинут партией, имеющей представительство в Государственной Думе (пп. 1 и 2 статьи 36 Закона «О выборах Президента Российской Федерации»).
Президент России Владимир Путин (2000—2008), согласно действовавшей редакции Конституции России (п. 3 статьи 81), не имел права баллотироваться на пост президента в третий раз подряд.
Согласно Постановлению Центральной избирательной комиссии Российской Федерации от 7 марта 2008 года № 104/777-5 «О результатах выборов Президента Российской Федерации», опубликованному в «Российской газете» 8 марта 2008 года, избранным на должность президента Российской Федерации стал Дмитрий Анатольевич Медведев, набравший 70,28 % голосов избирателей. Он вступил в должность президента России 7 мая 2008 года.

## Правила и сроки выборов

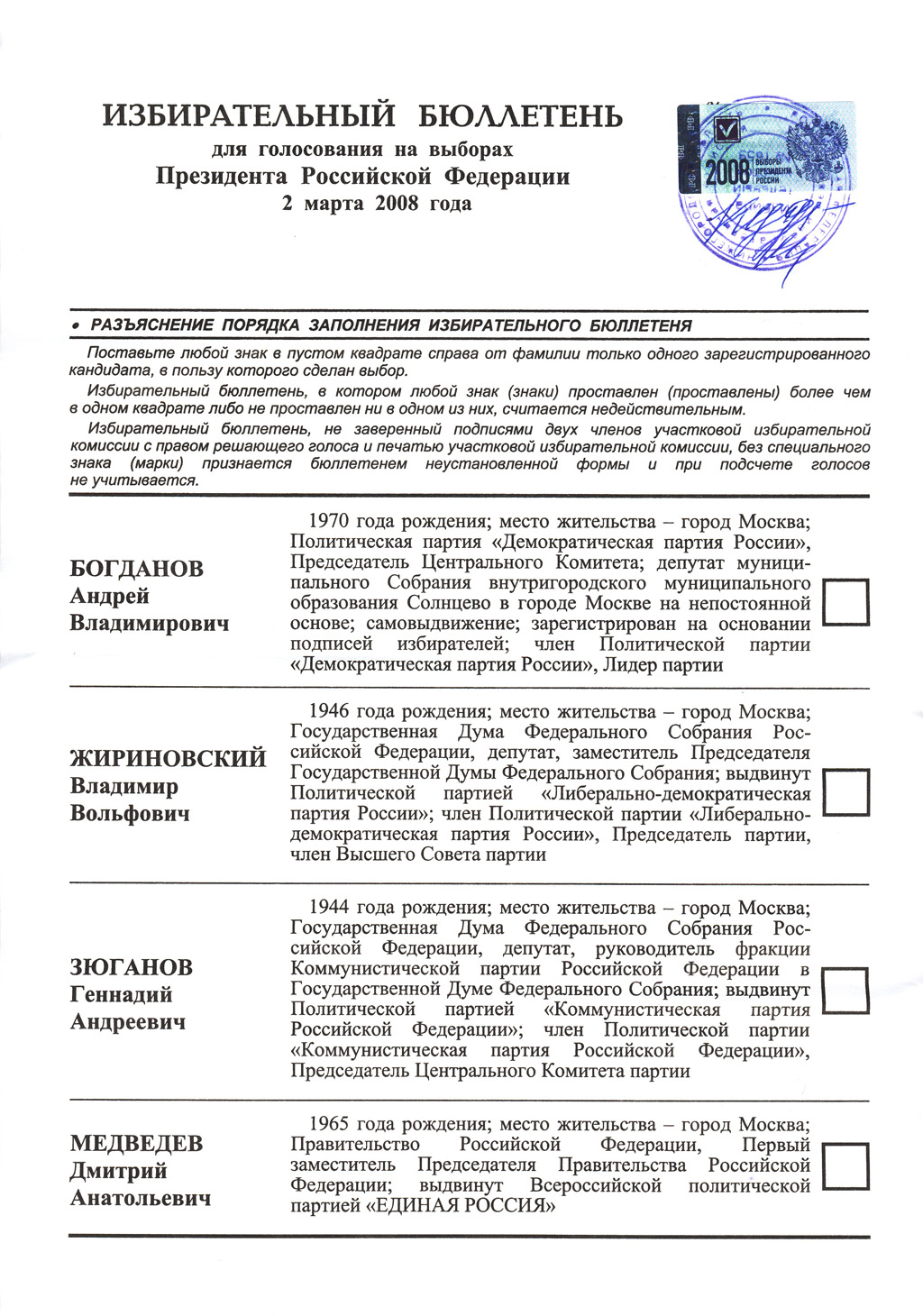
Избирательный бюллетень для голосования

Крайним сроком для подачи заявки независимых кандидатов на высшую государственную должность Российской Федерации была установлена дата 18 декабря 2007 года, для кандидатов от политических партий — 23 декабря 2007 года.
Период регистрации кандидатов в президенты закончился 16 января 2008 года.

### Зарегистрированные кандидаты
| №  | Кандидаты                      | Дата регистрации | Выдвинувшая партия/самовыдвижение | Примечание | %                  |
| -- | ------------------------------ | ---------------- | --- | --- | ------------------ |
| 1. | Богданов Андрей Владимирович   | 24 января 2008   | Самовыдвижение поддержан Демократической партией России | На день выборов — 38 лет. Председатель Демократической партии России, Великий Мастер Великой Ложи России. Андрей Богданов заявил, что лейтмотивом его кампании станет тема семьи, в том числе, как модели идеальных отношений между гражданином и государством. | 1,30               |
| 2. | Жириновский Владимир Вольфович | 26 декабря 2007  | Либерально-демократическая партия России | На день выборов — 61 год. Заместитель Председателя Государственной думы (с 2000), основатель и председатель Либерально-демократической партии России, член Парламентской ассамблеи Совета Европы. Баллотировался в президенты в 1991, 1996 и 2000 годах, на первых занимал 3 место, в последний раз — 5 место. Лозунги президентской кампании — «Успокоим всех» и «За всё ответите». | 9,35               |
| 3. | Зюганов Геннадий Андреевич     | 26 декабря 2007  | Коммунистическая партия Российской Федерации | На день выборов — 63 года. Председатель Центрального Комитета Коммунистической партии Российской Федерации. Баллотировался в президенты в 1996 и 2000 годах; оба раза занял второе место. | 17,72              |
| 4. | Медведев Дмитрий Анатольевич   | 21 января 2008   | Единая Россия, поддержан «Справедливой Россией» (Миронов), «Гражданской силой» (Барщевский), Аграрной партией (Плотников), «Зелёными» и «Патриотами России» | На день выборов — 42 года. Первый заместитель Председателя Правительства Российской Федерации, председатель совета директоров ОАО «Газпром». Курирует реализацию национальных проектов. 10 декабря 2007 года был предложен кандидатом в президенты России. О его поддержке заявил Владимир Путин, одобрение выразили также партии «Единая Россия», «Справедливая Россия», «Гражданская сила», «Зелёные» и Аграрная партия. 17 декабря официально выдвинут политической партией «Единая Россия». | 70,28 (победитель) |

### Не прошедшие регистрацию или добровольно отказавшиеся
Кандидаты, подававшие заявки на участие в выборах, которым было отказано в регистрации Центризбиркомом по причинам несоответствия каким-либо требованиям или которые сами отказались от участия.
| Дмитрий Бердников  | Отказано в регистрации группы избирателей в поддержку кандидата. |
| Валерий Беспалов   | Отказано в регистрации группы избирателей в поддержку кандидата. |
| Владимир Буковский | Советский диссидент, активно боролся за права диссидентов в СССР, был судим за «активное участие в групповых действиях, нарушающих общественный порядок», в 1976 году обменян на Луиса Корвалана в Швейцарии. Предвыборный манифест Буковского включал в себя критику нынешнего правительства России как «чекистской власти» и военных действий в Чечне. Подавал заявку на участие в выборах и был поддержан партией «Яблоко», однако Центризбирком отклонил его заявку на регистрацию, назвав причиной несоответствие конституционным нормам (постоянное проживание на территории России не менее 10 лет), а также отсутствие подтверждений его деятельности как писателя. |
| Сергей Глубоков    | Политтехнолог и преподаватель одного из московских институтов. Отказано в регистрации группы избирателей в поддержку кандидата. |
| Юрий Гуджабидзе    | В регистрации отказано. |
| Александр Донской  | С марта 2005 года мэр города Архангельск. До избрания мэром работал генеральным директором торговой сети продовольственных магазинов ООО «Сезон». В конце октября 2006 года сообщил о своих планах выдвижения на пост президента России в 2008 году В регистрации кандидатуры было отказано, так как съезд инициативной группы выдвиженцев Донского не состоялся (не было найдено помещение для его проведения). |
| Владимир Ищенко    | Отказано в регистрации группы избирателей в поддержку кандидата. |
| Гарри Каспаров     | Многократный чемпион мира по шахматам. Один из лидеров коалиции «Другая Россия». В регистрации кандидатуры было отказано, так как съезд инициативной группы, выдвигавшей Каспарова, не состоялся (все арендодатели, к которым обращались представители Каспарова, отказались предоставить помещение для такого съезда). |
| Михаил Касьянов    | Председатель Правительства Российской Федерации с 2000 по 2004 год. Лидер Российского народно-демократического союза. Лидер партии «Народ за демократию и справедливость». До июля 2007 года был членом оппозиционной коалиции «Другая Россия». ЦИК отказал в регистрации по причине неправильно оформленных подписных листов. Уровень брака составил 13,36 % при допустимой норме в 5 %. |
| Николай Курьянович | Депутат Государственной Думы, член Центрального Совета Национал-Социалистического Движения «Славянский союз». Прославился тем, что создал скандальный «список 100 врагов России». Самовыдвигался, но получил отказ Центризбиркома в регистрации. Основанием для отказа в регистрации стало нарушение процедур, предусмотренных российским избирательным законодательством. Как отметила на заседании член Центризбиркома Елена Дубровина, когда представители Центризбиркома прибыли на место проведения собрания группы избирателей в Новосибирске, то обнаружили, что никакого собрания там не было проведено. Кроме того, Курьянович представил в Центризбирком протокол о проведении собрания, в котором были подписи 100 избирателей. Вместе с тем российское законодательство предусматривает, что численность группы избирателей, поддерживающей кандидатуру самовыдвиженца, должна быть не менее 500 человек. |
| Борис Немцов       | В 1995—1997 гг. губернатор Нижегородской области. В марте 1997 — августе 1998 года — вице-премьер правительства России. С 1999 года один из лидеров оппозиционной партии Союз Правых Сил. 26 декабря отказался от участия в выборах. |
| Татьяна Постнова   | Экономист-международник. Съезд сторонников Постновой не состоялся из-за неявки делегатов, и её инициативная группа не была зарегистрирована. |
| Мария Соловьенко   | Журналистка дальневосточной газеты «Народное вече». Не сумела собрать инициативную группу в 500 человек и не была зарегистрирована кандидатом в президенты. |
| Олег Шенин         | Советский и российский политический деятель. Шенин подавал заявку на участие в выборах, но ЦИК отказал в регистрации группы избирателей в поддержку кандидата из-за отсутствия ряда справок. |

## Обзор кандидатов

### Кандидаты от власти

#### «Преемник» Путина
Наиболее вероятными кандидатами на продолжение политической линии Владимира Путина являлись первые заместители председателя правительства РФ Сергей Иванов и Дмитрий Медведев. Согласно косвенным данным (опросу «Левада-центра» «Человек года-2006»), оба потенциальных «преемника» заметно уступали по популярности Владимиру Путину, но занимали за ним второе и третье места соответственно. Они не имели партийной принадлежности, но пользовались поддержкой партии «Единая Россия».
После неожиданного назначения 12—14 сентября 2007 года председателем Правительства РФ Виктора Зубкова начали обсуждаться президентские перспективы также и его кандидатуры; сам Зубков в день назначения не исключил такой возможности.
На пресс-конференции 5 декабря 2007, Владимир Жириновский заявил, что Валентина Матвиенко — один из двух возможных кандидатов от власти на пост президента России.
10 декабря 2007 около 14:00 было объявлено, что на совещании партий «Единая Россия», «Справедливая Россия», Аграрная партия и «Гражданская сила», и президента так называемым «преемником» Путина определён Дмитрий Медведев. Путин прокомментировал его выдвижение как:

«Что касается кандидатуры Дмитрия Анатольевича Медведева, я знаком более 17 лет очень близко с ним, и целиком и полностью поддерживаю эту кандидатуру»
Выдвижение Медведева в качестве кандидата от партии «Единой России» оформлено на её съезде 17 декабря 2007 года «За» проголосовало 478 делегатов съезда, 32 воздержались, 1 проголосовал «против».
Однако выдвинут он может быть только от одной из партий, об этом 10 декабря заявил член центральной избирательной комиссии России Игорь Борисов: 

«Хотя кандидатура Дмитрия Медведева и была поддержана сразу несколькими партиями, однако в соответствии с избирательным законодательством он может быть выдвинут кандидатом в президенты РФ только от одной из них».

#### Путин как возможный кандидат

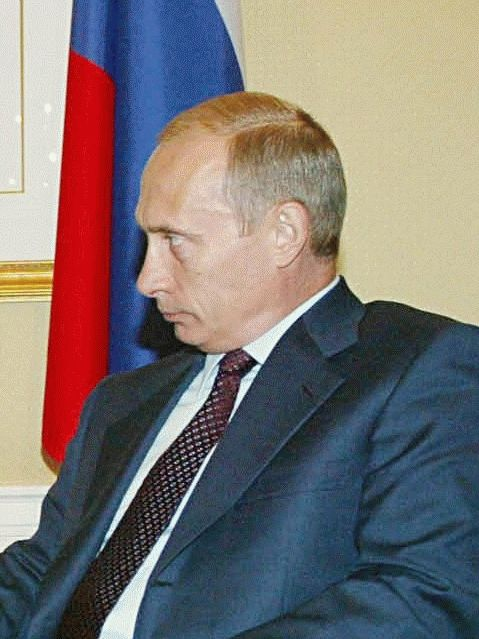
Владимир Путин

По Конституции РФ в действовавшей редакции один и тот же человек не может быть президентом более двух сроков подряд. Путин, неоднократно на пресс-конференциях российским и иностранным журналистам и в телемостах с гражданами России заявлял, что не собирается баллотироваться на третий срок, так как это противоречит Конституции, а нарушать конституцию или менять её под себя не хочет.
Тем не менее, на протяжении нескольких последних лет, некоторые политические и общественные организации, близкие к «Единой России», заявляли о необходимости инициации процедуры изменения Конституции (как с помощью референдума так и без) специально «под Путина», то есть чтобы Путин мог выдвинуть свою кандидатуру на третий срок (подобно тому как это было сделано Александром Лукашенко в Белоруссии, Исламом Каримовым в Узбекистане или Уго Чавесом в Венесуэле), но дальше заявлений дело не доходило.
Примерно в то же время стало известно, что Никита Михалков от лица всех артистов России (около 64 000 чел. на тот момент) подписался в письме Путину с просьбой остаться ему на третий срок, что вызвало резонанс в российском обществе.
В середине ноября 2007 г. спикер Совета Федерации Сергей Миронов, рассказал как Путин может остаться президентом на третий срок, не нарушая конституцию: по словам Миронова, для этого Путину необходимо досрочно уйти в отставку, и вновь выдвинуть свою кандидатуру на досрочных президентских выборах. Однако, 26 ноября 2007 г. на брифинге, после того как Совет Федерации на специальном внеочередном заседании назначил выборы президента Российской Федерации на 2 марта 2008 г., председатель ЦИК РФ Владимир Чуров, заявил:

«Если президент уйдёт досрочно со своего поста, он не сможет принять участие в выборах следующего года».
(так как по действующему законодательству РФ, действующий глава государства не может принимать участие в выборах, если это выборы — досрочные). Миронов тут же возразил Чурову:

«Я вижу здесь правовую коллизию. По действующему законодательству, действующий глава государства не может принимать участие в выборах, если это досрочные выборы, однако сегодня Совет Федерации назначил выборы главы государства в срок — 2 марта».
Владимир Чуров вынужден был согласиться с этим. Таким образом, председатель ЦИК РФ Владимир Чуров не исключал возможности выдвижения кандидатуры Путина на пост президента РФ в третий раз подряд.
Существовала также возможность кратковременного президентства Медведева, с последующей досрочной инициацией отставки, импичмента, или другого способа прекращения президентских полномочий, и выдвижении Путина на следующих, досрочных выборах.

### Кандидаты от оппозиции
Коммунистическая партия Российской Федерации, 15 декабря на XII внеочередном съезде
выдвинула своего председателя — Геннадия Зюганова. За него проголосовали 215 из 218 делегатов съезда (98,6 %). Ему выразили поддержку около 10 левопатриотических организаций.
ЛДПР на своём съезде 13 декабря приняла решение о выдвижении Владимира Жириновского в кандидаты на пост президента РФ. Это уже 4 по счету участие Жириновского в выборах — рекорд России по количеству выдвижений.
Также прошёл регистрацию и приступил к сбору 2 млн подписей самовыдвиженец лидер ДПР Андрей Богданов. Его выдвинула инициативная группа из 552 человек, так как «времени на организацию партийного съезда не хватало». 8 января (то есть за неделю до окончания срока, который дается для сбора подписей) Богданов собрал 2 100 000 подписей в свою поддержку и заявил о завершении сбора. Некоторые политологи, в том числе Жириновский, считают Богданова спойлером, который будет приставлен властями к Зюганову и выражают сомнение в том, что Богданов мог собрать 2 миллиона подписей. В частности, Жириновский в этом плане ссылается на бо́льшую популярность Касьянова, который не смог собрать нужное количество подписей. На самих выборах, по тем же официальным данным, за Андрея Богданова проголосовало менее одного миллиона человек.
Свою кандидатуру на пост президента России также планировал выдвигать Геннадий Селезнёв, однако не сделал этого.
2 июня 2007 года на съезде РНДС его лидер Михаил Касьянов заявил, что намерен баллотироваться в президенты и готов стать единым кандидатом от либеральной оппозиции. 8 декабря он сдал документы в ЦИК, а 14 декабря ЦИК позволил ему начать сбор 2 миллионов подписей в свою поддержку. 14 января Касьянов, как сообщил его предвыборный штаб, собрал 2 200 000 подписей.
Партия «Яблоко» решила не выдвигать своего председателя Григория Явлинского, а поддержать советского диссидента Владимира Буковского, который был готов снять свою кандидатуру в пользу единого кандидата. Однако, 22 декабря ЦИК отказал Буковскому в регистрации по той причине, что в выборах может участвовать только гражданин, проживающий на территории России не менее 10 лет. В то же время, согласно полученным данным, Буковский постоянно проживает на территории Великобритании. Об этом, в частности, свидетельствует справка МИД России, в которой говорится о том, что Буковский имеет вид на постоянное жительство в Великобритании. Кроме того, сам он в представленных документах указал, что проживает в Кембридже.

17 декабря 2007 г. СПС на съезде партии решил выдвинуть Бориса Немцова в кандидаты на пост президента России. Он получил поддержку 114 из 139 делегатов съезда СПС. 22 декабря ЦИК зарегистрировал его в качестве кандидата в президенты. Сам Немцов придерживается мнения, что оппозиционные силы, во избежание раскола электората, должны выдвигать единого кандидата от оппозиции. Как заявил Немцов, только в этом случае, он рассмотрит предложение своего участия в выборах в качестве кандидата на пост президента РФ. Однако уже 26 декабря Немцов снял свою кандидатуру в пользу единого кандидата от оппозиции, то есть Михаила Касьянова. Но в своем обращении к Касьянову и Зюганову Немцов заявил, что идеальным вариантом было бы снятие с выборов как первого, так и второго. Весной 1996 года инициативная группа уже выдвигала Немцова кандидатом на пост президента РФ, но тогда он отказался от участия в выборах.
Долгое время единого кандидата от либеральной оппозиции не было, так как либеральные партии испытывали трудности с объединением. На прошедших в августе-сентябре 2007 года региональных праймериз, организованных коалицией «Другая Россия» единым оппозиционным кандидатом в президенты был избран Гарри Каспаров. Однако попытка Каспарова собрать инициативную группу для самовыдвижения обернулась неудачей из-за того, что «Другая Россия» не смогла найти даже помещение для собрания, везде получая отказы (по мнению представителей «Другой России», из-за административного давления со стороны власти на арендодателей) и, таким образом, ЦИК не зарегистрировала Каспарова в качестве кандидата. О своём намерении баллотироваться на пост Президента РФ от оппозиции заявлял бывший глава Центробанка России Виктор Геращенко, однако в связи с избранием «Другой Россией» Каспарова кандидатом он не участвовал в выборах. Ещё один потенциальный кандидат от правой оппозиции председатель Республиканской партии России Владимир Рыжков отказался от идеи выдвигать свою кандидатуру, посчитав это бесполезным делом, поскольку по его словам «власть всё равно не дала бы оппозиционеру даже зарегистрироваться».
В итоге единым кандидатом от либеральной оппозиции стал Михаил Касьянов, однако 27 января ЦИК отказал ему в регистрации из-за большого числа брака в подписях. Представитель штаба Касьянова, в свою очередь, подчеркивали, что в качестве подписей они уверены, однако уже 16 января стало известно о том, что в Йошкар-Оле возбуждено уголовное дело в отношении главы местного предвыборного штаба Касьянова. Его подозревают в подделке нескольких тысяч подписей избирателей.

## Сбор подписей
Кандидат М. Касьянов не представил в ЦИК данные по сборщикам подписей в свою поддержку, что является серьёзным нарушением. Поэтому 15,57 % подписей в его поддержку были, по официальным данным, забракованы при допустимых 5 %. Это практически не оставило ему шансов зарегистрироваться. Касьянов считает это давлением со стороны властей и уверен, что его подписи достоверны. Другой кандидат — А. Богданов — сообщил, что у его сборщиков подписей возникли проблемы.

«Наших сборщиков в Московской области вызывают в милицию, и милиционеры приходят к ним на дом с требованием рассказать о том, как они собирали подписи. И хотя законом ничего подобного не предусмотрено, мы настраиваем наших сборщиков, чтобы они не препятствовали представителям милиции в получении информации»,

— сообщил А. Богданов.
Процент брака в его подписях, по официальным данным, составляет менее 5 %, что позволило Богданову зарегистрироваться. Однако несмотря на это, в Ярославской области было возбуждено уголовное дело по части 2 статьи 142 УК РФ. По информации правоохранительных органов РФ с 1 января по 15 января в Ярославле и Ярославской области группа лиц, состоящих между собой в предварительном сговоре, совершили подделку более 300 подписей избирателей в подписных листах с последующим заверением достоверности содержащихся сведений собственной подписью
В подписных листах кандидата от Народно-демократического союза Михаила Касьянова было найдено много брака, в результате чего количество правильно оформленных подписей стало меньше 2 млн.

## Наблюдение
Наблюдатели Межпарламентской ассамблеи СНГ присутствовали более чем в 20 регионах России, объединенная миссия МПА и исполкома СНГ — в 35 субъектах РФ.
В феврале была аккредитована миссия наблюдателей от Шанхайской организации сотрудничества для участия в мониторинге выборов. Член миссии Чжан Дегуан заявил:

«Мы готовы осуществлять наблюдения за выборами президента России в полном соответствии с российским законодательством и существующими международными стандартами».

От наблюдения за выборами отказалась ОБСЕ — организация, проводящая мониторинг выборов в большинстве стран мира. Отказ от мониторинга связан с тем, что ЦИК, по мнению делегации ОБСЕ, не предоставил необходимых условий для работы. ЦИК был согласен пустить в страну лишь 75 наблюдателей за две недели до выборов, 20 февраля. ОБСЕ же хотела прислать своих наблюдателей уже 15 февраля. Стороны не сумели договориться, и сначала БДИПЧ (Бюро по демократическим институтам и правам человека) ОБСЕ, а потом и Парламентская ассамблея ОБСЕ (ПА ОБСЕ) отказались от мониторинга выборов. Генеральный секретарь ПА ОБСЕ О. Спенсер прокомментировал, что «Наше присутствие на президентских выборах действительно необходимо, когда они проходят на конкурентной основе. Совершенно очевидно, что в России в этом году Д. А. Медведев получит подавляющее большинство голосов». Таким образом, из европейских организаций лишь Парламентская ассамблея Совета Европы (ПАСЕ) согласилась пригласить своих наблюдателей на российские выборы в количестве 35 человек. По поводу отказа БДИПЧ председатель комитета Совета Федерации по информационной политике Людмила Нарусова отметила:

«Я тесно контактировала с БДИПЧ и могу констатировать их политизированность, двойные стандарты и субъективные подходы, которые они проявляют в своей работе».

Член ЦИК РФ Игорь Борисов также осудил отказ наблюдателей от работы:

«Мы сожалеем, что в вопросах защиты избирательных прав граждан у БДИПЧ превалируют принципы политической целесообразности и „превосходства Запада“, а не возложенные на бюро обязанности по наблюдению за выборами и учет реальных потребностей государств-участников ОБСЕ».

Владимир Путин, на ежегодной большой пресс-конференции высказался:

В документах, которые подписала Российская Федерация, записано, что мы будем приглашать на мониторинг на свои выборы представителей ОБСЕ. И мы это делаем. Но там нигде не прописано, сколько мы должны пригласить человек и на какой срок. Все, что говорят чиновники БДИПЧ, — написано ими самими… Мы пригласили сюда 100 человек. Мы готовы были предоставить им любые возможности для работы. Но им сто мало! К тому же им нужно сюда приехать за год сюда, за три недели, за сколько? Это все их «хотелки».

## Опросы общественного мнения
До объявления 10 декабря 2007 о выдвижении кандидатуры Дмитрия Медведева согласно опросам общественного мнения при соблюдении буквы и духа Конституции и невыдвижении на третий срок Путина наиболее вероятными кандидатами считались Сергей Иванов, Дмитрий Медведев и Виктор Зубков.

### «ВЦИОМ»
| Фамилия     | 16-17 февраля 2008 |
| ----------- | ------------------ |
| Медведев    | 61                 |
| Зюганов     | 9                  |
| Жириновский | 7                  |
| Богданов    | 1                  |

#### Официальный прогноз
| Фамилия     | 16-17 февраля 2008 |
| ----------- | ------------------ |
| Медведев    | 72,9               |
| Зюганов     | 15,0               |
| Жириновский | 10,9               |
| Богданов    | 1,1                |

### «ФОМ»
| Фамилия              | 21 февраля 2008 |
| -------------------- | --------------- |
| Медведев             | 50              |
| Зюганов              | 9               |
| Жириновский          | 9               |
| Богданов             | 1               |
| Испорчу бюллетень    | 1               |
| Не буду участвовать  | 9               |
| Затрудняюсь ответить | 22              |

#### Официальный прогноз
| Фамилия                | 21 февраля 2008 |
| ---------------------- | --------------- |
| Медведев               | 72,9            |
| Зюганов                | 16,8            |
| Жириновский            | 10,9            |
| Богданов               | 1,1             |
| Испорченных бюллетеней | 0,9             |

### «Левада-Центр»
| Фамилия     | Февраль 2008 |
| ----------- | ------------ |
| Медведев    | 80           |
| Зюганов     | 11           |
| Жириновский | 9            |
| Богданов    | <1           |

## Рейтинг информационного благоприятствования

### Индекс информационного благоприятствования

#### «Медиалогия»
Данные рассчитаны 29 февраля 2008 года. Проанализировано более 3000 ведущих российских СМИ: ТВ и радио, газеты и журналы, информационные агентства и Интернет-издания всех субъектов РФ.
| Кандидат             | Индекс информационного благоприятствования |
| -------------------- | ------------------------------------------ |
| Дмитрий Медведев     | 8605,07                                    |
| Геннадий Зюганов     | 975,55                                     |
| Андрей Богданов      | 652,34                                     |
| Владимир Жириновский | −197,96                                    |

### Общий хронометраж телепередач, посвященных кандидатам

#### «Медиалогия»
Данные рассчитаны 29 февраля 2008 года. Проанализировано 282 выпуска новостных и информационно-аналитических программ «Первого канала», «Россия», «ТВ Центр», НТВ, «Рен-ТВ». Всего о деятельности кандидатов опубликовано 7299 сообщений, из них — 548 на ТВ.
| Кандидат             | Хронометраж (часы) | Доля (в процентах) |
| -------------------- | ------------------ | ------------------ |
| Дмитрий Медведев     | 10:20:09           | 46 %               |
| Владимир Жириновский | 4:24:27            | 20 %               |
| Геннадий Зюганов     | 4:15:28            | 19 %               |
| Андрей Богданов      | 3:29:24            | 16 %               |

## Агитация кандидатов

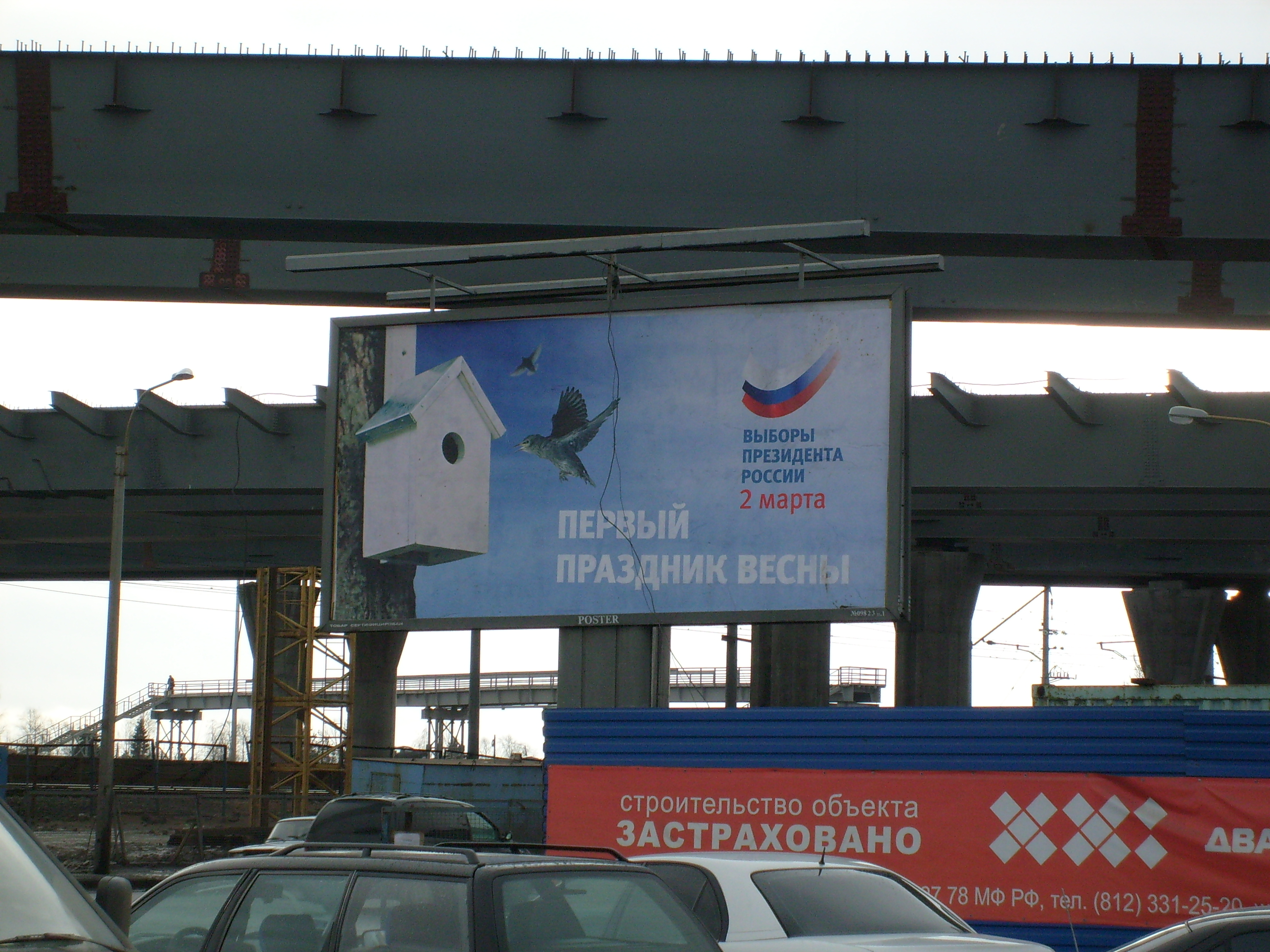
Плакат Центризбиркома России

Кандидат от партии власти, действующий вице-премьер России Дмитрий Медведев совершил турне по стране, посетив около 20 городов.
27 февраля 2008 года в Нижнем Новгороде Дмитрий Медведев заявил, что он принесёт пользу стране вместе с Владимиром Путиным, согласившимся стать премьером в случае победы Медведева. Медведев отметил:

«Я уверен, что если мы сможем достичь той цели, которая стоит в ходе выборной кампании, мы будем работать совместно над теми программами, которые так важны для нашей страны, будем работать над выполнением всех тех государственных обязательств, которые взяла на себя наша страна под руководством президента Путина».

Геннадий Зюганов совершил несколько поездок в регионы и выступил в нескольких предвыборных митингах. В основном КПРФ пыталась вести борьбу с доминированием Медведева в СМИ. Коммунисты подавали несколько жалоб в ЦИК на тотальное превосходство Медведева на телевидении, однако Центризбирком отклонил жалобы, сославшись на то, что они «не имеют под собой законных оснований».
Оппозиционные силы призвали к бойкоту выборов. К бойкоту призвала «Другая Россия», партии СПС и «Яблоко». Партия НДС обратилась к избирателям с призывом не ходить на выборы, назвав эти выборы «недемократической процедурой». СПС поддержала активную форму бойкота, призвав собирать подписи в поддержку игнорирования выборов или портить или уносить бюллетени. ЦИК предупредил оппозиционеров, что такие призывы могут быть «уголовно наказуемы».
Предвыборные дебаты на «Первом канале» проходили по вторникам в 7:05 с продолжительностью 55 минут внутри программы «Доброе утро», в остальные будние дни в это же время 10-15 минут демонстрировались агитационные ролики кандидатов. Ведущим предвыборных дебатов был Максим Шевченко. На канале «Россия» предвыборные дебаты проходили по четвергам в 22:50, их ведущим был Эрнест Мацкявичюс.

### Инцидент на телеканале «Звезда»
20 февраля 2008 года во время предвыборных дебатов на телеканале «Звезда» Владимир Жириновский несколько раз оскорбил и ударил представителя Андрея Богданова — Николая Гоцу.
Конфликт произошёл после того, как Гоца обвинил Жириновского в том, что лидер ЛДПР постоянно критикует вносимые правительством законопроекты, но фракция указывает голосовать «за», тем самым «предавая своих избирателей». Жириновский после услышанного начал с Гоцей словесную перепалку. В частности, он выкрикивал в адрес последнего такие выражения: «придурок», «проходимец», «шизоид»; «пошёл отсюда на хер, подонок». Под конец, Жириновский, крикнув охраннику «возьми его отсюда и выкинь…», толкнул представителя Богданова в спину с такой силой, что тот вылетел из кадра. Далее послышались звуки потасовки и крик Жириновского:

«Выгони его отсюда, подлеца! И расстреляй его там в коридоре!» (видео Архивная копия от 28 сентября 2019 на Wayback Machine)
Пресс-служба ДПР утверждает, что по окончании записи теледебатов, за пределами студии, Жириновский накинулся с кулаками на Николая Гоцу начал избивать его, но драку удалось разнять благодаря сотрудникам службы безопасности ТК «Звезда».
Однако 22 февраля Владимир Жириновский заявил, что отрицает избиение им Николая Гоцу после теледебатов:

После дебатов, там очень узкий проход, маленькая студия, мне нужно было уходить, а он [Гоца] сидит. Я попросил его выйти, чтобы я смог пройти. Вот и весь инцидент. Никто его не бил.
С его стороны были хамские высказывания. С моей стороны была ответная реакция, потому что так он говорить не имеет право. Этот человек хамоватый, наглый, начал меня обвинять, что я клевещу на Богданова. Это было после дебатов, наш частный разговор. Канал не имел права снимать это… Это я могу чувствовать себя оскорбленным… Неприятно разговаривать с людьми, не имеющими никакого отношения к политике… Считаю, что инцидент исчерпан. Я всё сделал правильно. Люди всегда обижаются, когда видят успех.

26 февраля Николаем Гоцей был подан иск в Преображенский районный суд города Москвы о защите чести и достоинства и взыскании морального вреда с заместителя председателя Государственной Думы России, депутата Госдумы пятого созыва Владимира Жириновского.
28 февраля кандидат в президенты Андрей Богданов, перед тем как досрочно покинуть студию телеканала «Россия» во время предвыборных дебатов с Геннадием Зюгановым и Владимиром Жириновским, так высказался об инциденте на телеканале «Звезда»:

«Друзья! Все вы в курсе истории, когда Владимир Жириновский оскорбил и избил моё доверенное лицо Николая Гоцу в ходе предвыборных дебатов на телеканале „Звезда“. Вчера Жириновский подошёл ко мне во время эфира на радиостанции „Маяк“ и стал угрожать физической расправой. Я заявляю, что если, не дай Бог, что-то случится с моими близкими или друзьями — пристрелю как бешеных псов! Дальнейшие переговоры с политическими террористами я вести отказываюсь. Сейчас я обращаюсь к нашим силовикам: Патрушеву Николаю Платоновичу, Нургалиеву Рашиду Гумаровичу, Чайке Юрию Яковлевичу. Я прошу их положить конец этому произволу и политическому экстремизму в органах власти, в том числе в Государственной думе».

## Результаты выборов
| Место                                                          | Место                                                          | Кандидат                                                       | Получено голосов | %      |
| -------------------------------------------------------------- | -------------------------------------------------------------- | -------------------------------------------------------------- | ---------------- | ------ |
| Действительные бюллетени                                       |                                                                |                                                                |                  |        |
|                                                                | 1.                                                             | Медведев, Дмитрий Анатольевич                                  | 52 530 712       | 70,28  |
|                                                                | 2.                                                             | Зюганов, Геннадий Андреевич                                    | 13 243 550       | 17,72  |
|                                                                | 3.                                                             | Жириновский, Владимир Вольфович                                | 6 988 510        | 9,35   |
|                                                                | 4.                                                             | Богданов, Андрей Владимирович                                  | 968 344          | 1,30   |
| Всего                                                          |                                                                |                                                                |                  |        |
| Число действительных бюллетеней                                | Число действительных бюллетеней                                | Число действительных бюллетеней                                | 73 731 116       | 98,64  |
| Число недействительных бюллетеней                              | Число недействительных бюллетеней                              | Число недействительных бюллетеней                              | 1 015 533        | 1,36   |
| Проголосовавшие                                                |                                                                |                                                                |                  |        |
| Число избирателей, принявших участие в голосовании в РФ        | Число избирателей, принявших участие в голосовании в РФ        | Число избирателей, принявших участие в голосовании в РФ        | 74 403 781       | 99,54  |
| Число избирателей, принявших участие в голосовании за границей | Число избирателей, принявших участие в голосовании за границей | Число избирателей, принявших участие в голосовании за границей | 330 183          | 0,44   |
| Число избирателей, принявших участие в голосовании в Байконуре | Число избирателей, принявших участие в голосовании в Байконуре | Число избирателей, принявших участие в голосовании в Байконуре | 12 685           | 0,02   |
| Число избирателей, принявших участие в голосовании             | Число избирателей, принявших участие в голосовании             | Число избирателей, принявших участие в голосовании             | 74 746 649       | 100,00 |
| Избиратели                                                     |                                                                |                                                                |                  |        |
| Число избирателей в РФ                                         | Число избирателей в РФ                                         | Число избирателей в РФ                                         | 106 805 066      | 99,61  |
| Число избирателей за границей                                  | Число избирателей за границей                                  | Число избирателей за границей                                  | 400 711          | 0,37   |
| Число избирателей в Байконуре                                  | Число избирателей в Байконуре                                  | Число избирателей в Байконуре                                  | 16 239           | 0,02   |
| Число включённых в список избирателей                          | Число включённых в список избирателей                          | Число включённых в список избирателей                          | 107 222 016      | 100,00 |
| Бюллетени                                                      |                                                                |                                                                |                  |        |
| Число бюллетеней, выданных на участке                          | Число бюллетеней, выданных на участке                          | Число бюллетеней, выданных на участке                          | 69 061 788       | 92,27  |
| Число бюллетеней, выданных вне участка                         | Число бюллетеней, выданных вне участка                         | Число бюллетеней, выданных вне участка                         | 5 599 055        | 7,48   |
| Число бюллетеней, выданных досрочно                            | Число бюллетеней, выданных досрочно                            | Число бюллетеней, выданных досрочно                            | 188 421          | 0,25   |
| Число выданных бюллетеней                                      | Число выданных бюллетеней                                      | Число выданных бюллетеней                                      | 74 849 264       | 100,00 |
| Принявшие участие в выборах (явка избирателей)                 |                                                                |                                                                |                  |        |
| Число избирателей, принявших участие в выборах                 | Число избирателей, принявших участие в выборах                 | Число избирателей, принявших участие в выборах                 | 74 849 264       | 69,81  |

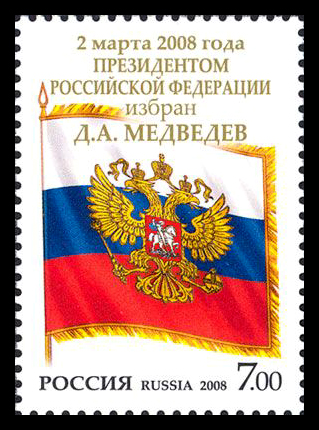
Избрание Д. Медведева президентом России. (2008)

Процент голосов за Медведева оказался меньше, чем за Путина на выборах 2004 года (70,28 против 71,31 %), однако из-за большей явки, по абсолютному числу голосов Медведев получил на 3 миллиона голосов больше Путина в 2004 году (52,5 млн у Медведева против 49,5 млн у Путина).
Результаты голосования на некоторых УИК резко расходятся со средними по стране. Так, на УИК № 682 Кизилюртовской ТИК республики Дагестан за кандидата Медведева проголосовало 0 избирателей, а за кандидата Богданова 725, что составило 94,65 % от общего числа граждан, принявших участие в голосовании.
Новоизбранный президент Медведев вступил в свои права 7 мая 2008 года, после процедуры инаугурации.

### Эксит-полл
По опросам ВЦИОМа Медведев получил 69,6 %, Зюганов — 17,2 %, Жириновский — 11,4 %, Богданов — 1,5 %. По результатам эксит-полла ФОМ Медведев получил 67,4 %, Зюганов — 19,5 %, Жириновский — 10,5 %, Богданов — 1,4 %

### Региональный разброс
| Регион                  | Явка (в %) | Дмитрий Медведев | Дмитрий Медведев | Геннадий Зюганов | Геннадий Зюганов | Владимир Жириновский | Владимир Жириновский | Андрей Богданов | Андрей Богданов | Недействительные бюллетени | Недействительные бюллетени |
| Регион                  | Явка (в %) | Голосов          | %                | Голосов          | %                | Голосов              | %                    | Голосов         | %               | Кол-во                     | %                          |
| ----------------------- | ---------- | ---------------- | ---------------- | ---------------- | ---------------- | -------------------- | -------------------- | --------------- | --------------- | -------------------------- | -------------------------- |
| Приморский край         | 64,28      | 620 968          | 63,84            | 191 401          | 19,68            | 129 205              | 13,28                | 15 526          | 1,60            | 15 578                     | 1,60                       |
| Хабаровский край        | 74,45      | 499 291          | 64,12            | 141 191          | 18,13            | 110 306              | 14,17                | 15 756          | 2,02            | 12 171                     | 1,56                       |
| Амурская область        | 69,95      | 287 525          | 63,62            | 89 329           | 19,76            | 63 972               | 14,15                | 5 066           | 1,12            | 6 073                      | 1,34                       |
| Якутия                  | 75,15      | 302 060          | 67,78            | 91 503           | 20,53            | 37 743               | 8,47                 | 7 701           | 1,73            | 6 645                      | 1,49                       |
| Сахалинская область     | 54,98      | 141 315          | 63,52            | 47 300           | 21,26            | 27 235               | 12,24                | 3 761           | 1,69            | 2 866                      | 1,29                       |
| Камчатский край         | 58,86      | 106 085          | 69,39            | 22 679           | 14,83            | 19 748               | 12,92                | 2 309           | 1,51            | 2 058                      | 1,35                       |
| Магаданская область     | 68,83      | 53 870           | 63,07            | 17 168           | 20,10            | 11 841               | 13,86                | 1 304           | 1,53            | 1 232                      | 1,44                       |
| Еврейская АО            | 68,32      | 61 587           | 67,39            | 18 170           | 19,88            | 9 102                | 9,96                 | 1 048           | 1,15            | 1 484                      | 1,62                       |
| Чукотский АО            | 88,04      | 26 180           | 81,41            | 2 306            | 7,17             | 2 825                | 8,78                 | 403             | 1,25            | 445                        | 1,48                       |
| Красноярский край       | 61,35      | 814 842          | 62,47            | 268 938          | 20,62            | 183 476              | 14,07                | 18 881          | 1,45            | 18 301                     | 1,40                       |
| Иркутская область       | 64,77      | 738 793          | 61,24            | 263 217          | 21,82            | 169 507              | 14,05                | 19 854          | 1,65            | 15 003                     | 1,24                       |
| Забайкальский край      | 70,56      | 375 407          | 65,81            | 98 958           | 17,35            | 84 151               | 14,75                | 5 801           | 1,02            | 6 083                      | 1,07                       |
| Бурятия                 | 71,29      | 342 736          | 70,84            | 89 315           | 18,46            | 40 110               | 8,29                 | 5 007           | 1,03            | 6 667                      | 1,38                       |
| Хакасия                 | 62,45      | 147 208          | 60,47            | 55 469           | 22,79            | 33 750               | 13,86                | 3 614           | 1,48            | 3 389                      | 1,39                       |
| Тыва                    | 80,68      | 118 091          | 89,32            | 7 638            | 5,78             | 4 174                | 3,16                 | 772             | 0,58            | 1 543                      | 1,17                       |
| Новосибирская область   | 65,25      | 823 201          | 61,90            | 326 591          | 24,56            | 143 606              | 10,80                | 19 479          | 1,46            | 17 079                     | 1,28                       |
| Кемеровская область     | 81,98      | 1 212 873        | 70,51            | 145 401          | 8,45             | 258 547              | 15,03                | 47 304          | 2,75            | 56 120                     | 3,26                       |
| Алтайский край          | 61,11      | 736 578          | 60,35            | 284 159          | 23,28            | 170 214              | 13,95                | 13 930          | 1,14            | 15 532                     | 1,27                       |
| Омская область          | 83,16      | 803 187          | 63,04            | 278 540          | 21,86            | 154 318              | 12,11                | 19 343          | 1,52            | 18 614                     | 1,46                       |
| ХМАО — Югра             | 78,62      | 528 499          | 66,68            | 114 779          | 14,48            | 126 235              | 15,93                | 12 714          | 1,60            | 10 321                     | 1,30                       |
| Тюменская область       | 84,07      | 676 848          | 78,88            | 80 885           | 9,43             | 80 995               | 9,44                 | 10 063          | 1,17            | 9 258                      | 1,08                       |
| Томская область         | 60,03      | 297 048          | 64,12            | 88 744           | 19,16            | 61 322               | 13,24                | 8 933           | 1,93            | 7 223                      | 1,56                       |
| Ямало-Ненецкий АО       | 91,98      | 268 755          | 83,86            | 23 174           | 7,23             | 23 686               | 7,39                 | 2 780           | 0,87            | 2 081                      | 0,65                       |
| Республика Алтай        | 76,87      | 80 463           | 73,82            | 17 206           | 15,79            | 8 937                | 8,20                 | 1 123           | 1,03            | 1 264                      | 1,16                       |
| Свердловская область    | 58,95      | 1 432 010        | 68,98            | 273 629          | 13,18            | 302 887              | 14,59                | 34 588          | 1,67            | 32 730                     | 1,58                       |
| Башкортостан            | 90,06      | 2 315 467        | 88,01            | 208 679          | 7,93             | 75 500               | 2,87                 | 15 859          | 0,60            | 15 375                     | 0,58                       |
| Челябинская область     | 68,05      | 1 214 028        | 65,63            | 374 066          | 20,22            | 209 106              | 11,30                | 28 443          | 1,54            | 24 186                     | 1,31                       |
| Пермский край           | 55,78      | 790 268          | 67,30            | 196 124          | 16,70            | 155 391              | 13,23                | 17 752          | 1,51            | 14 709                     | 1,25                       |
| Оренбургская область    | 64,30      | 626 850          | 60,81            | 271 126          | 26,30            | 111 290              | 10,80                | 11 259          | 1,09            | 10 379                     | 1,01                       |
| Удмуртия                | 64,24      | 551 026          | 70,46            | 126 537          | 16,18            | 84 527               | 10,81                | 10 913          | 1,40            | 9 015                      | 1,15                       |
| Курганская область      | 63,77      | 319 482          | 64,93            | 101 569          | 20,64            | 62 147               | 12,63                | 5 149           | 1,05            | 3 707                      | 0,75                       |
| Татарстан               | 83,29      | 1 867 921        | 79,24            | 304 789          | 12,93            | 130 820              | 5,55                 | 28 975          | 1,23            | 24 858                     | 1,05                       |
| Самарская область       | 58,52      | 933 605          | 64,08            | 329 681          | 22,63            | 157 237              | 10,79                | 18 629          | 1,28            | 17 704                     | 1,22                       |
| Саратовская область     | 74,66      | 1 110 004        | 75,62            | 238 553          | 16,25            | 91 094               | 6,21                 | 12 055          | 0,82            | 16 186                     | 1,10                       |
| Волгоградская область   | 64,82      | 743 775          | 62,27            | 289 613          | 24,25            | 135 793              | 11,37                | 13 235          | 1,11            | 12 025                     | 1,01                       |
| Пензенская область      | 73,79      | 595 752          | 71,40            | 158 862          | 19,04            | 54 209               | 6,50                 | 7 601           | 0,91            | 17 980                     | 2,15                       |
| Ульяновская область     | 62,23      | 443 115          | 66,93            | 141 326          | 21,35            | 60 690               | 9,17                 | 8 059           | 1,22            | 8 848                      | 1,34                       |
| Астраханская область    | 66,97      | 380 350          | 75,28            | 87 345           | 17,29            | 29 298               | 5,80                 | 3 780           | 0,75            | 4 506                      | 0,89                       |
| Калмыкия                | 67,23      | 102 407          | 71,56            | 31 908           | 22,30            | 5 926                | 4,14                 | 1 380           | 0,96            | 1 484                      | 1,04                       |
| Нижегородская область   | 66,85      | 1 133 124        | 61,84            | 438 282          | 23,92            | 209 801              | 11,45                | 27 096          | 1,48            | 24 052                     | 1,31                       |
| Кировская область       | 70,29      | 608 713          | 76,29            | 112 991          | 14,16            | 57 879               | 7,25                 | 7 830           | 0,98            | 10 432                     | 1,31                       |
| Чувашия                 | 73,44      | 466 170          | 66,48            | 158 270          | 22,57            | 56 021               | 7,99                 | 7 064           | 1,01            | 13 685                     | 1,95                       |
| Мордовия                | 92,89      | 551 382          | 90,31            | 41 473           | 6,79             | 12 814               | 2,10                 | 1 541           | 0,25            | 3 367                      | 0,55                       |
| Марий Эл                | 83,49      | 329 257          | 77,27            | 61 497           | 14,42            | 26 643               | 6,25                 | 4 153           | 0,97            | 4 836                      | 1,13                       |
| Краснодарский край      | 87,45      | 2 332 581        | 75,06            | 522 725          | 16,82            | 185 683              | 5,97                 | 25 771          | 0,83            | 40 913                     | 1,32                       |
| Ростовская область      | 69,88      | 1 772 595        | 76,94            | 351 889          | 15,27            | 141 353              | 6,14                 | 19 685          | 0,85            | 18 330                     | 0,80                       |
| Дагестан                | 90,41      | 1 190 974        | 91,92            | 93 873           | 7,24             | 6 351                | 0,49                 | 1 975           | 0,15            | 2 530                      | 0,20                       |
| Ставропольский край     | 66,24      | 827 517          | 64,79            | 295 813          | 23,16            | 127 003              | 9,94                 | 13 297          | 1,04            | 13 629                     | 1,07                       |
| Чечня                   | 91,20      | 474 778          | 88,70            | 11 723           | 2,19             | 43 617               | 8,15                 | 4 533           | 0,85            | 610                        | 0,11                       |
| Северная Осетия         | 73,26      | 259 910          | 73,35            | 69 189           | 19,53            | 16 350               | 4,61                 | 2 007           | 0,57            | 6 871                      | 1,94                       |
| Кабардино-Балкария      | 91,70      | 421 551          | 88,80            | 41 075           | 8,65             | 10 787               | 2,27                 | 757             | 0,16            | 550                        | 0,12                       |
| Адыгея                  | 65,02      | 151 441          | 69,77            | 46 686           | 21,51            | 15 092               | 6,95                 | 1 861           | 0,86            | 1 963                      | 0,90                       |
| Карачаево-Черкесия      | 92,20      | 252 197          | 90,35            | 22 104           | 7,92             | 3 581                | 1,28                 | 523             | 0,19            | 723                        | 0,26                       |
| Ингушетия               | 92,32      | 140 442          | 91,66            | 2 258            | 1,47             | 10 257               | 6,69                 | 165             | 0,11            | 106                        | 0,07                       |
| Москва                  | 66,30      | 3 285 990        | 71,52            | 756 936          | 16,48            | 347 329              | 7,56                 | 93 714          | 2,04            | 110 257                    | 2,40                       |
| Московская область      | 69,31      | 2 654 108        | 70,41            | 678 746          | 18,01            | 320 243              | 8,50                 | 54 525          | 1,45            | 61 637                     | 1,64                       |
| Владимирская область    | 55,69      | 433 585          | 64,05            | 147 833          | 21,84            | 78 084               | 11,53                | 9 557           | 1,41            | 7 900                      | 1,17                       |
| Тульская область        | 68,69      | 585 958          | 67,80            | 177 133          | 20,49            | 77 382               | 8,95                 | 10 140          | 1,17            | 13 683                     | 1,58                       |
| Тверская область        | 65,94      | 519 380          | 67,57            | 147 434          | 19,18            | 83 234               | 10,83                | 9 911           | 1,29            | 8 654                      | 1,13                       |
| Ярославская область     | 59,72      | 404 566          | 63,58            | 131 368          | 20,64            | 79 769               | 12,54                | 10 221          | 1,61            | 10 431                     | 1,64                       |
| Брянская область        | 62,94      | 405 819          | 61,82            | 179 510          | 27,34            | 56 409               | 8,59                 | 6 561           | 0,99            | 8 197                      | 1,25                       |
| Рязанская область       | 61,48      | 364 460          | 60,82            | 145 207          | 24,23            | 72 123               | 12,04                | 8 653           | 1,44            | 8 771                      | 1,46                       |
| Ивановская область      | 53,05      | 302 963          | 64,29            | 94 049           | 20,15            | 57 263               | 12,27                | 6 877           | 1,47            | 5 521                      | 1,18                       |
| Смоленская область      | 65,05      | 319 842          | 59,26            | 132 427          | 24,54            | 71 817               | 13,31                | 7 497           | 1,39            | 8 106                      | 1,50                       |
| Калужская область       | 67,40      | 352 446          | 65,54            | 117 318          | 21,82            | 53 235               | 9,90                 | 7 494           | 1,39            | 7 262                      | 1,35                       |
| Орловская область       | 75,60      | 331 467          | 66,38            | 113 670          | 22,76            | 40 614               | 8,13                 | 4 690           | 0,94            | 8 929                      | 1,79                       |
| Костромская область     | 63,47      | 226 361          | 62,44            | 82 380           | 22,72            | 45 713               | 12,61                | 4 693           | 1,29            | 3 403                      | 0,94                       |
| Воронежская область     | 70,03      | 886 362          | 66,27            | 301 963          | 22,58            | 119 728              | 8,95                 | 12 642          | 0,95            | 16 714                     | 1,25                       |
| Белгородская область    | 77,95      | 638 068          | 68,96            | 200 170          | 21,64            | 63 123               | 6,82                 | 8 863           | 0,96            | 14 984                     | 1,62                       |
| Курская область         | 66,21      | 407 232          | 64,27            | 138 256          | 21,82            | 74 192               | 11,71                | 6 447           | 1,02            | 7 546                      | 1,19                       |
| Липецкая область        | 77,25      | 482 210          | 65,84            | 159 575          | 21,79            | 70 130               | 9,58                 | 8 952           | 1,22            | 11 559                     | 1,58                       |
| Тамбовская область      | 78,48      | 483 117          | 72,51            | 128 765          | 19,33            | 35 877               | 5,38                 | 5 104           | 0,77            | 13 417                     | 2,01                       |
| Архангельская область   | 63,42      | 417 355          | 66,98            | 116 981          | 18,77            | 72472                | 11,63                | 10 475          | 1,68            | 5 855                      | 0,94                       |
| Вологодская область     | 66,91      | 451 220          | 68,64            | 105 319          | 16,02            | 84 554               | 12,86                | 9 622           | 1,46            | 6 629                      | 1,01                       |
| Республика Коми         | 71,85      | 385 447          | 71,74            | 79 451           | 14,79            | 59 601               | 11,09                | 6 770           | 1,26            | 6 013                      | 1,12                       |
| Мурманская область      | 68,06      | 302 757          | 65,26            | 84 638           | 18,24            | 62 029               | 13,37                | 8 406           | 1,81            | 6 116                      | 1,32                       |
| Карелия                 | 55,77      | 211 670          | 67,25            | 54 398           | 17,28            | 39 420               | 12,52                | 5 474           | 1,74            | 3 793                      | 1,21                       |
| Ненецкий АО             | 62,00      | 14 614           | 61,54            | 4 257            | 17,92            | 4 054                | 17,07                | 440             | 1,85            | 384                        | 1,62                       |
| Санкт-Петербург         | 68,33      | 1 652 529        | 72,27            | 383 495          | 16,77            | 167 868              | 7,34                 | 42 555          | 1,86            | 40 311                     | 1,76                       |
| Ленинградская область   | 63,81      | 556 250          | 70,19            | 142 098          | 17,93            | 74 662               | 9,42                 | 10 651          | 1,34            | 8 785                      | 1,11                       |
| Калининградская область | 58,44      | 269 257          | 62,09            | 100 667          | 23,01            | 50 599               | 11,67                | 6 997           | 1,61            | 6 119                      | 1,41                       |
| Псковская область       | 67,25      | 280 085          | 70,16            | 81 144           | 20,32            | 30 197               | 7,56                 | 3 618           | 0,91            | 4 190                      | 1,05                       |
| Новгородская область    | 59,05      | 210 145          | 65,81            | 64 459           | 20,18            | 36 813               | 11,53                | 4 519           | 1,42            | 3 407                      | 1,07                       |
| Байконур                | 78,20      | 10 049           | 79,22            | 1 255            | 9,89             | 1 129                | 8,90                 | 133             | 1,05            | 119                        | 0,94                       |
| За пределами РФ         | 82,46      | 283 298          | 85,80            | 24 932           | 7,55             | 14 695               | 4,45                 | 3 736           | 1,13            | 3 522                      | 1,07                       |
| Всего                   | 69,81      | 52 530 712       | 70,28            | 13 243 550       | 17,72            | 6 988 510            | 9,35                 | 968 344         | 1,30            | 1 015 533                  | 1,36                       |

## Оценки выборов

### Оценка международных наблюдателей
По мнению наблюдателей Парламентской Ассамблеи Совета Европы, результат выборов действительно отражает волю народа. Наблюдатели ПАСЕ указали на ряд нарушений в ходе выборов: вопросы у наблюдателей вызвала регистрация кандидатов; обращалось внимание на то, что кандидаты не имели равного доступа к СМИ; обращалось внимание на применение административного ресурса для обеспечения более высокой явки избирателей. По мнению наблюдателей, всё это ставит под сомнение справедливость выборов. Однако, делают вывод наблюдатели, даже если бы указанные недостатки были устранены, результаты голосования бы не изменились. Наблюдатели ПАСЕ констатировали:

Народ России проголосовал за стабильность и преемственность, которая ассоциируется с действующим президентом и с поддерживаемым им кандидатом. Избранный президент будет иметь солидный мандат большинства россиян.

Наблюдатель из Польши, бывший вице-премьер Анджей Леппер сказал, что голосование соответствовало российскому законодательству о выборах и было свободным. Депутат Европарламента Поль-Мари Куто отметил, что процедура голосования произвела на него хорошее впечатление.
Один из наблюдателей, директор польского отделения Европейского центра геополитического анализа[значимость факта?] Матеуш Пискорский сообщил, что серьёзных нарушений на выборах РФ не зафиксировано.
Руководитель Центра сравнительных избирательных исследований в Париже, профессор Парижского университета Бернар Оуэн сказал:

Россия обрела экономическую и политическую самостоятельность, это сильная демократическая страна, темпы развития которой опережают западные страны, и она может участвовать в формировании критериев оценки выборов международных организаций, в том числе и ОБСЕ… Ни в одной стране мира сегодня не существует абсолютно свободных и прозрачных выборов. Поэтому мы взамен старой формулировки «открытые и справедливые выборы» используем новую формулировку — «в основном открытые и справедливые». Насколько я могу свидетельствовать, выборы в России соответствовали этому критерию.

Миссия наблюдателей СНГ признала выборы президента свободными, открытыми и прозрачными.
Миссия наблюдателей ШОС считает, что выборы прошли в соответствии с Конституцией, федеральным законом о выборах президента и другими законодательными актами. Как подчеркнул глава миссии,

«российское законодательство, соответствуя общепринятым мировым стандартам, создало все условия для свободного волеизъявления граждан».

### Оценки со стороны политиков и общественных деятелей
Главный раввин России Берл Лазар отметил, что высокая явка на выборах является «показателем зрелости гражданского общества, зрелости российской демократии». По его словам,

«Люди, которые отдали сегодня свой голос за Дмитрия Медведева, проголосовали за надежду, что прежний социальный курс будет продолжен. Это голоса за его развитие, за улучшения в сфере медицины, образования, науки и многих других жизненно важных областях».

Бывший президент СССР Михаил Горбачёв в интервью агентству Интерфакс подверг критике состояние российской избирательной системы, заявив:

«С нашими выборами не все в порядке, и наша избирательная система нуждается в серьезной корректировке. Результат выборов полностью предсказуем и предопределен той огромной ролью, которую сыграл Владимир Путин».

Андрей Илларионов назвал выборы спецоперацией по передаче власти преемнику Владимира Путина. Надежда на положительные изменения в России, по его мнению, может появиться только при выполнении следующих условий. Во-первых, освобождение всех 72 политических заключенных в РФ (этот список составлен правозащитными организациями и опубликован в блоге a-center-iin). Во-вторых, прекращение арестов людей по политическим мотивам, восстановление всех гражданских свобод в РФ, таких как свобода слова, свобода собраний, свобода политической деятельности. И наконец, аннулирование результатов парламентских и президентских выборов в РФ в декабре 2007 и марте 2008 года как нелегитимных и сфальсифицированных.
Кандидаты на пост президента США от демократической партии Хиллари Клинтон и Барак Обама также подвергли критике прошедшие выборы в России. Клинтон заявила, что

«Выборы в России продемонстрировали отход от демократии. Путин подавил независимые СМИ и своих оппонентов, и сделал выборы формальностью. Будущий президент России Дмитрий Медведев в ходе избирательной кампании заявлял „обнадёживающие вещи“, но их будет необходимо проверить на практике».

Обама сказал, что

«расстроен тем, что выборы не были полностью свободными и честными из-за подавления свободных СМИ и оппозиции».

Вице-спикер Госдумы Валерий Язев считает, что оценки Обамы и Клинтон являются голословными и представляют собой их собственные предвыборные пиар-акции. Язев отметил:

«Совершенно очевидно, что выборы абсолютно законны, легитимны и демократичны. Убедительная победа Медведева — это результат восьми лет путинских реформ, положительные результаты которых не могли не почувствовать все россияне».

Первый заместитель председателя комитета палаты по международным делам Леонид Слуцкий сообщил:

«Что же касается притеснения оппозиции, то я, как представитель фракции ЛДПР, хочу подчеркнуть, что ничего не знаю о том, чтобы кто-то специально „зажимал“ нашего кандидата — Владимира Жириновского».

По мнению ряда российских парламентариев, заявления Обамы и Клинтон вызваны конъюнктурой и не соответствуют действительности. По словам заместителя председателя Комитета Совета Федерации по международным делам Василия Лихачёва,

«Все наши СМИ давали критику не только в адрес Зюганова, Жириновского, или Богданова, но и в адрес Медведева. Следовательно они не были ни заангажированы, ни несвободны, просто желание Клинтон и Обамы действовать в атмосфере русофобии перевешивает их способности к объективному анализу событий, происходящих в России».

Первый заместитель председателя фракции КПРФ Иван Мельников сказал, что

«Критика американских кандидатов в президенты вредная и прагматическая. Она нацелена исключительно на то, чтобы использовать карту „демократии в России“ в интересах „глобализации по-американски“».

### Превышение Медведевым лимита телевещания
Независимый мониторинг Центра исследования политической культуры России показал, что Дмитрий Медведев превысил допустимый лимит предвыборного телевещания в 10 раз. Глава ЦИК Владимир Чуров признал, что освещение кандидатов было неравным. Также критики отмечали, что он не ушёл в предвыборный отпуск, предписанный законом. Между тем в соответствии с п. 1 ст. 41 федерального закона «О выборах Президента Российской Федерации» просить о предоставлении отпуска — право, а не обязанность кандидата, занимающего государственную должность.

## Нарушения на выборах
На президентских выборах 2008 года был зафиксирован ряд нарушений, в частности, представителями КПРФ.

### Вброс бюллетеней
Представители оппозиции заявляли о вбросах бюллетеней. Сообщалось об использовании ложной тревоги и эвакуации с московского избирательного участка № 1513 для отвлечения внимания людей на время вброса бюллетеней. В частности, на одном тульском и на пяти брянских избирательных участках проводились вбросы.

### Другое
- Наблюдателю от КПРФ на одном из избирательных участков Санкт-Петербурга предлагали взятку в 10 тысяч рублей, для того, чтобы он «закрыл глаза» на нарушения.
- Жителю Мурманска Дмитрию Волову позволили проголосовать на пяти московских избирательных участках. Он объехал семь избирательных участков в столице, и на каждом участке Волов, который не имеет в Москве даже временной регистрации, рассказывал председателю избирательной комиссии легенду о том, что не успел получить в родном Мурманске открепительное удостоверение, но очень хочет проголосовать за Дмитрия Медведева.
- В республике Марий Эл в 11:30 к избирателям, в нарушение выборного законодательства, обратился президент республики Л. Маркелов, заявив: «Я проголосовал за Дмитрия Медведева, призываю и всех избирателей [субъекта] проголосовать за него».
- На одном из избирательных участках Чувашии бюллетени выдаются по нескольку штук в одни руки, а избиратели голосуют сразу по нескольким паспортам и копиям паспорта.
- На участке № 214 г. Уфа избирателям выдаются уже заполненные бюллетени.
- В городе Видное провайдер «НФС — Телеком» обещает денежные призы и скидки своим проголосовавшим пользователям. У абонентов «НФС — Телеком» после присоединения компьютера к сети появляется объявление с призывом прийти на выборы и проголосовать. В нём говорится, что в обмен на полученную в избирательной комиссии благодарность интернет-пользователь может получить либо денежный бонус, либо скидки на услуги компании[116].

## Акции протеста

### Порча бюллетеней
По данным ЦИК, 1,3 % (346 тысяч) бюллетеней были испорчены избирателями. Максимальное число испорченных бюллетеней в Кемеровской области (3,4 %) Журналисты считают, что причиной этого было снятие с выборов многих оппозиционных кандидатов в президенты (таких как Буковский, Каспаров, Касьянов и Курьянович) и отсутствие в бюллетене для голосования графы «против всех» (это первые выборы президента России, проводившиеся без голосования против всех). Коалиция «Другая Россия» призывала голосовать против всех, пометив все четыре ячейки (чтобы нельзя было подделать) и написав вдоль и поперёк бюллетеня: «против всех, Другая Россия».
Кроме того, 445 бюллетеней избиратели унесли с собой с избирательного участка, не участвуя в голосовании.

### Митинги
На следующий день после выборов оппозиционная коалиция «Другая Россия» наметила «Марши несогласных» в Москве и Санкт-Петербурге.

«Это первая в истории современной России акция протеста против результатов выборов, которая состоится сразу же на следующий день после шоу ЦИКа. Результат уже определен за нас всех. Мы же отдадим свой голос на марше»,
— заявила Ольга Курносова, один из организаторов акции, лидер Объединённого гражданского фронта в Санкт-Петербурге.
В Москве правоохранительные органы пресекли акцию, даже не дав ей начаться, так как она проводилась без разрешения. Многие активисты были заранее распознаны и арестованы сотрудниками ОМОНа (см. репортаж RTVi Москва).
В Петербурге «несогласные» получили разрешение на Марш и провели его без каких-либо препятствий со стороны властей. По итогам Марша была принята резолюция, осуждающая действия властей по подготовке и проведению выборов и призывающая к «радикальной политической реформе».

### Комментарии
1. 1 2  Город в Казахстане, арендован Россией до 2050 года